# 樹林 (加利福尼亞州)
樹林（英語：The Grove）是位於美國加利福尼亞州默塞德縣的一個非建制地區。該地的面積和人口皆未知。

## 地理
樹林的座標為37°24′14″N 120°35′42″W / 37.40389°N 120.59500°W，而該地的平均海拔高度為60米（即197英尺）。